# Reggenza di Pasuruan
La reggenza di Pasuruan (in indonesiano: Kabupaten Pasuruan) è una reggenza dell'Indonesia, situata nella provincia di Giava Orientale.